# معركة الرارنجية
معركة الرارنجية معركة عسكرية دارت بين الثوار العراقيين والقوات البريطانية سنة 1920.وأنتصر فيها الثوار على الرغم من التفوق البريطاني في العدة والعدد وكان لهذا الانتصار الأثر الكبير في الثورة التي باتت تعرف فيما بعد بثورة العشرين.

## البداية
بعد موافقة عصبة الأمم على الأنتداب الأنكليزي للعراق انتشرت الاحتجاجات الواسعة في مناطق الفرات الأوسط من العراق بين العشائر العراقية الرافضة للحكم الاجنبي. فعقد في 17 تموز 1920 مؤتمر في النجف بين القيادات البريطانية وقيادات الثوار اتفق فيها الطرفين على عقد هدنة تستمر لاربعة أيام لكن هذه الهدنة خرقت من الطرفين في اليوم الثالث منها أي في يوم 19 تموز.

على أثر نقض الهدنة تحرك الثوار باتجاه مدينة الكفل، وأنسحبت الأنكليز منها عندما رأوا الثوار مقبلين فسيطر عليها الثوار في 22 تموز فأبقوا فيها عدد قليل من الثوار لحفظ الأمن وغادروها متجهين إلى طويريج.
كان للشيخ كاظم حويلي وحمزة الحويلي شيوخ قبيلة العزة الدور الاكبر

## رتل مانشستر
أدرك الأنكليز ان انسحاباتهم المتتالية في الفرات الأوسط تؤدي إلى تشجيع العشائر المترددة على الاتحاق بالثورة، فأعد الكولونيل «لوكن» رتلا سمي ب«رتل مانشستر» بلغ عدد افراده 800. وقد تحرك الرتل من الحلة في 23 تموز سيرا على الاقدام ووصل باليوم التالي إلى قناة الرستمية في أراضي الرارنجية وعسكر الرتل في هذه المنطقة للاستراحة.

والرارنجية أسم لمناطق زراعية واسعة بين الحلة والكفل تبعد عن الأولى 12 ميلا وعن الثانية 8 أميال، وتبلغ مساحتها 4000 دونم، تروى بواسطة جداول ونهيرات صغيرة تتفرع من نهر الفرات (شط الحلة)، وقد كان لمعظم العشائر العراقية دور بارز وكبير ضد الاحتلال ونذكر منهم عشائر الجبور بقيادة الشيخ فرحان الدبي ومن عشائر الجبور التي تصدت لهذا الاحتلال وكان لها موقف بطولي  أنها عشيرة الجوذر بقيادة الشيخ امين الفدعم.

وكان إبراهيم السماوي رئيس خفاجة قد صحب الرتل ليكون دليلا له وعونا ولكن ضميره استيقظ في اللحظة الاخيرة، فتمكن من ان يتغيب عن الرتل ساعتين وذهب إلى عشيرته خلسه فأرسل أحد الذين يثق بهم ليبلغ الثوار بأمر قدوم الرتل نحوهم.

## المعركة
وصل خبر قدوم الرتل للثوار فاستنفروا كل قواهم للهجوم على الرتل وتحركتهم جموعهم نحو الرارنجية وهم ينشدون «رد مالك ملعب ويانا».
وكان الرتل معسكرا عند القناة مطمئنا لا يدري ماذا يخبئ له القدر.وقبيل غروب الشمس في 24 تموز فوجئ بالهجوم عليه من جهات ثلاث:"جنوبا وشرقا وغربا.
وكان الهجوم قويا لدرجة ان قائد الرتل أمر جنوده بالانسحاب بعد نصف ساعة من الهجوم، وأصبح الجنود يتسابقون إلى الفرار وحلت فوضى عارمة وصارت العجلات تمرق بين الصفوف فتمزقها تمزيقا. ونشب عند ذاك معركة ضارية بالسلاح الأبيض واستعمل فيها الثوار اسلحتهم التقليدية كالفالة والمكوار والخنجر وأبدوا فيها شجاعة واستبسال.

استمرت المعركة نحو ست ساعات وكان القمر يومذاك في ليلته التاسعة فساعد نوره في اضاءة ساحة المعركة ولم يستطع النجاة من رجال الرتل الا أقل من نصفهم.
يصف القيادي الإنكليزي هالدين المعركة «بالكارثة» ويقدر خسائرها ب 20 قتيل و60 مجروح و318 مفقود. وكانت خسائر الثوار 84 قتيلا و158 جريح.
وكانت غنائم الثوار كثيرة من بينها 52 رشاشا وعدد لا يحصى من الحيوانات ومقادير كبيرة من الاعتدة والنقود والاطعمة وكان من أهم الغنائم أيضا مدفع عيار 18 رطل.

## الأسرى
الأسرى الذين وقعوا في ايدي الثوار سيقوا إلى الكفل مشيا على الاقدام فوصلوا الكفل مساء 25 تموز ثم نقلوا في اليوم الثاني إلى مدينة النجف والتي تعتبر معقل الثوار.كان عدد الاسرى 144 منهم 80 بريطاني فيهم ضابطان و66 هنديا كان بينهم مسلمين وتم استقبالهم من قبل وجهاء المدينة واحسنوا ضيافتهم ومعاملتهم ثم تم انزالهم في بناية كبيرة تدعى «الشيلان».

خلال فترة الاسر سعى بعض قادة الثورة إلى أطلاق سراح الهنود المسلمين ولكن عبد رزاق عوده (أحد قادة الثورة) ابى ذلك خشية ان ترمى الثورة بالتعصب الديني.
تم تسليم الأسرى إلى قوات البريطانية يوم 19 من تشرين الأول.

## بناية العوابد
بنّاية بنت أبو صفرة، من عشيرة العوابد، من أهالي قرية كويسة في ناحية الصلاحية - قضاء الشامية.
مجاهدة، مهوالة، شاعرة باللهجة العاميّة العراقيّة، قالت تصف أبناء العوابد عندما هجموا على الجيوش الإنگليزية في منطقة الرارنجية قرب الكفل، وكانت معهم في ساحة المعركة، فقالت: